# 텍셀네트컴
텍셀네트컴은 네트워크 솔루션 사업을 영위하는 코스닥 상장 기업이다. 텍셀네트컴은 1984년 설립하여 2000년 코스닥에 등록된 전자부품(Relay) 개발 전문업체 텍셀과, 1989년 설립된 정보통신 전문기업 네트컴이 합병하여 설립된 회사이다. 네트워크, 통신 분야의 중견기업으로 성장.

## 사업
텍셀네트컴은 네트워크 설계, 장비 공급 및 설치, 유지보수 등 종합적인 서비스를 제공한다. LAN 및 WAN 솔루션 공급 및 무선통신망 설치 사업을 하고 있다. 기술용역 또는 ODM형식으로 전자부품을 판매하는 릴레이 사업도 하고 있다.
매출 규모가 크지는 않으나 매분기 적자를 내는 일이 없는 견실한 회사이다. 매출구성은 정보통신 36%, 조선 자동화설비 23%, 금융서비스 32%, 정보서비스 8%, RELAY 0.5% 가량으로 이루어진다.
2013년도에는 500원대의 저평가된 동전주였으나, 실적이 개선되면서 2014년에는 2,400원 이상으로 상승하여 주목을 받기도 했다.

## 같이 보기
- 동전주
- 동전주 테마
- 테마주
- 히든 챔피언

## 참고 문헌
1. ↑  '동전株' 실적개선.. '지폐株' 등극 - 파이낸셜뉴스 2014.10.26